# Tephrosia acaciifolia
Tephrosia acaciifolia är en ärtväxtart som beskrevs av John Gilbert Baker. Tephrosia acaciifolia ingår i släktet Tephrosia och familjen ärtväxter. Inga underarter finns listade i Catalogue of Life.